# Ambivarets
|  | No s'ha de confondre amb Ambians. |

Els ambivarets (llatí Ambivareti) eren un petit poble gal de la Gàl·lia, client dels puixants hedus, que els van agrupar dins de la coalició contra els romans l'any 52 aC. El seu territori dins de la regió dels hedus no està localitzat amb precisió.
Són coneguts per un esment de Juli Cèsar en els seus Comentaris a la guerra de les Gàl·lies, on apareixen al costat dels segusiaves, brannovices i blanovis, com a «vassalls» dels seus veïns els hedus. Hi ha un segon esment, en aquest mateix llibre, capítol 90, on Cèsar diu haver enviat entre els ambivarets una legió, comandada per Gai Antisti Regí. No s'han de confondre amb els ambivarits, que estaven a l'altre costat del Mosa